# Querétaro (kommun)
Querétaro är en kommun i Mexiko.   Den ligger i delstaten Querétaro Arteaga, i den centrala delen av landet, 200 km nordväst om huvudstaden Mexico City.
Följande samhällen finns i Querétaro:
- Querétaro
- Santa Rosa Jauregui
- San José el Alto
- Tlacote el Bajo
- El Salitre
- Montenegro
- Colinas de Santa Cruz Segunda Sección
- El Nabo
- Paseos del Pedregal
- La Estacada
- La Versolilla
- San Francisco de la Palma
- Rancho Bellavista Fraccionamiento
- La Luz
- Santa Catarina
- Ninguno CERESO
- Sergio Villaseñor
- Patria Nueva
- Mompaní
- Pintillo
- Fray Junípero Serra Fraccionamiento
- Corea
- Bosques de la Hacienda
- Casa Blanca
- La Purísima
- Huertas la Joya Fraccionamiento Campestre
- Tonatiú
- Estancia de la Rochera
- La Palma
- Ejido San Pablo
- Hacienda Santa Rosa Fraccionamiento
- Lomas de Menchaca
- Jardines de Azucenas
- Rancho Largo
- Villas Fontana Fraccionamiento
- Cerro Colorado
- San Sebastián
- Diana Laura
- Loma del Chino
- Presa de Becerra
- Las Camelinas
- Valle de San Pedro
- Privada de los Portones Fraccionamiento
- Cuitláhuac
- Ejido Bolaños
- Jardines de San José 1ra. y 2da. Sección
- Rancho Quemado
- Tenochtitlan
- Santa Juanita
- Charape de los Pelones
- Misión de Concá Fraccionamiento
- Prados del Rincón
- San Isidro el Viejo
- Primero de Junio
- Lomas del Mirador
- El Tránsito
- San Pedrito el Alto
- La Cantera
- El Higo
- Colinas de Santa Rosa
- Raquet Club Fraccionamiento
- Santa Isabel
- Arboledas
- Alborada
- Punta San Carlos Fraccionamiento
- La Estancia de Palo Dulce
- Gobernantes
- Villa Romana Fraccionamiento
- Loma Real de Querétaro Fraccionamiento
- Linda Vista
- San José de los Perales
- Lomas del Mirador
- Llano de la Rochera
- Cerro Prieto